# 何婉婉
何婉婉，人稱“十一姑娘”，出身于香港四大家族之一的何东家族，何世光之女，澳門賭王何鴻燊胞妹之一。
何婉婉是何世光的第六女兒，總計排第十一。1940年代在越南西貢認識葉德利並結婚。

## 參看
- 何啟東家族